# Suéltame
«Suéltame» (с исп. — «Отпусти меня») — песня, записанная американской певицей Кристиной Агилерой и аргентинской певицей Тини и выпущенная 30 мая 2022 лейблом Sony Music Latin в качестве лид-сингла с мини-альбома Агилеры La Tormenta и четвёртого сингла с её одноимённого девятого студийного и второго испаноязычного альбома Aguilera.

## Композиция
«Suéltame» — песня в стиле урбано и танго с элементами босса-новы и трэпа, которая длится две секунды и пятьдесят три минуты. Песня также описывается как знойная коллаборация танго с урбаном, где леди берет дело в свои руки.

## Видеоклип
Музыкальное видео на «Suéltame» было снято Анной Лили Амирпур и спродюсировано Сарой Греко. Кадры начинаются с процесса изготовления праздничного торта. Однако кто-то подсыпает в тесто каплю змеиного яда. Позже торт преподносят Агилере, которая не знает, что окружающие хотят её смерти. Рядом с Кристиной сидят её дальняя родственница, телохранитель, который «знает её слабые места», «жадный» юрист, и другие. Затем Тини появляется под прикрытием Кристины, чувствуя, что вот-вот произойдет что-то плохое. Видео заканчивается тем, что Тини кусает клубнику, намекая на то, что Кристина кусает ядовитый торт,.

## Чарты
| Чарт (2022)                          | Высшая позиция |
| ------------------------------------ | -------------- |
| El Salvador General (Monitor Latino) | 13             |
| El Salvador Pop (Monitor Latino)     | 15             |
| El Salvador Urban (Monitor Latino)   | 13             |
| Mexico Espanol Airplay (Billboard)   | 19             |
| Panama Pop (Monitor Latino)          | 11             |
| Puerto Rico Pop (Monitor Latino)     | 11             |
| US Latin Pop Airplay (Billboard)     | 23             |

## История релиза
| Регион | Дата        | Формат                        | Лейбл      | Ист.   |
| ------ | ----------- | ----------------------------- | ---------- | ------ |
| Мир    | 30 мая 2022 | Цифровая дистрибуция стриминг | Sony Latin | [ 12 ] |